# AS Pescina Valle del Giovenco
Die AS Pescina Valle del Giovenco (offiziell: Associazione Sportiva Pescina Valle del Giovenco) war ein italienischer Fußballverein aus Pescina, einer Stadt aus der Region Abruzzen. Die Vereinsfarben waren Weiß und Grün. Als Stadion diente dem Verein das Stadio Dei Marsi in Avezzano, es bot Platz für 3.692 Zuschauer.

## Geschichte
Der Verein wurde im Jahr 2005 gegründet und nahm in der Spielzeit 2005/06 erstmals an einem regulären Ligabetrieb teil. Die Mannschaft stieg in die Eccellenza Abruzzese in einer Division des regionalen Amateurbetriebs ein und konnte sich ein Jahr später für die Serie D qualifizieren. Auch in der folgenden Saison platzierte sich die Mannschaft als Gewinner des Girone F auf einem Aufstiegsplatz und konnte dabei bereits nach nur zwei Jahren den erstmaligen Aufstieg in eine Profiliga feiern. Der Aufwärtstrend des abruzzesischen Vereins setzte sich auch in der Saison 2007/08 fort, als dieser den zweiten Rang des Girone C in der vierthöchsten Spielklasse belegte und dadurch an den Play-offs um den Aufstieg in die nächsthöhere Liga teilnehmen durfte.
In zwei Partien unterlag die Mannschaft jedoch gegen den Fünftplatzierten Celano FC Olimpia und verpasste somit den dritten Aufstieg in Folge. Im Folgejahr in der inzwischen in Lega Pro Seconda Divisione umbenannten Liga, gelang es dem Verein als Viertplatzierter erneut die Teilnahme an den Aufstiegs-Playoffs zu sichern. Nachdem in den Halbfinals der FC Catanzaro besiegt wurde, gelang es mit dem Erfolg in den Finalspielen gegen Gela Calcio die erstmalige Promotion für die dritthöchste Liga, die Lega Pro Prima Divisione, sicherzustellen.
Die AS Pescina Valle del Giovenco nahm in der Saison 2009/10 am nationalen Pokalwettbewerb, der Coppa Italia, teil und schied bereits in der ersten Runde nach einer 0:1-Niederlage gegen Novara Calcio aus dem Wettbewerb aus. Zum Ende der Saison musste der Verein Konkurs anmelden und löste sich auf.

## Bekannte Spieler
- Alessandro Birindelli
- Marco Capparella
- César Aparecido Rodrigues
- Lampros Choutos
- Alessandro Zamperini